# أم ثريب
أُمّ ثُرَيْب أو بربارة أو سليح أو هيبَقون (الاسم العلمي: Hypecoum)، جنس نباتات عشبية مُزهرة من فصيلة الخشخاشية. أنواعه 18، أعطانها تمتد من البحر الأبيض المتوسط ( غرب وجنوب أوروبا، شمال إفريقيا) إلى سيبيريا، ومنغوليا ووسط الصين.